# Žan Vipotnik
Žan Vipotnik (18 de marzo de 2002) es un futbolista esloveno que juega en la demarcación de delantero para el Swansea City A. F. C. de la EFL Championship.

## Selección nacional
Tras jugar en las categorías inferiores de la selección, finalmente hizo su debut con la selección de fútbol de Eslovenia en un partido de clasificación para la Eurocopa 2024 contra Kazajistán que finalizó con un resultado de 1-2 tras el gol de Maksim Samorodov para el combinado kazajo, y de David Brekalo y del propio Vipotnik para Eslovenia.

### Participaciones en Eurocopas
| Copa          | Sede     | Resultado        | Partidos | Goles |
| ------------- | -------- | ---------------- | -------- | ----- |
| Eurocopa 2024 | Alemania | Octavos de final | 1        | 0     |

## Clubes
| Club                       | País      | Año       | Partidos | Goles |
| -------------------------- | --------- | --------- | -------- | ----- |
| N. D. Gorica               | Eslovenia | 2020-2021 | 17       | 1     |
| N. K. Maribor              | Eslovenia | 2021      | 12       | 1     |
| N. K. Triglav Kranj        | Eslovenia | 2022      | 13       | 10    |
| N. K. Maribor              | Eslovenia | 2022-2023 | 38       | 23    |
| F. C. Girondins de Burdeos | Francia   | 2023-2024 | 40       | 10    |
| Swansea City A. F. C.      | Gales     | 2024-     | 44       | 7     |